# Ho 229戰鬥機
霍頓H.IX，被帝國航空部命名為Ho 229（俗稱Gotha Go 229通常都是用來辨識該機的製造商）是一款於二次大戰末期由莱玛與瓦尔特·霍頓兄弟（Gbr. Reimar & Walter Horten）設計並由哥達生產的戰轟原型機。它是第一款由噴射發動機推進的飛翼機並包含可以迴避雷達的偵測的技術－這是第一架擁有類似匿蹤技術的戰機，不過此機的匿蹤性能是飛翼外型帶來的巧合，並非特意設計。該機備受德國空軍大元帥赫爾曼·戈林所喜愛，這是唯一可以滿足他3 x 1000性能需求的飛機，就是所謂可以以1000 km/h時速、攜帶1000 kg炸彈、飛往1000 km外的目的地。估計速度可達1,024 km/h（636 mph）並可爬升到15,000公尺（49,213 ft）的高空。

## 設計與開發
在1930年早期，霍頓兄弟就對利用飛翼設計的構型來改善滑翔機性能的方案甚感興趣。由於一次大戰的凡爾賽條約禁止軍備與飛機（發動機）的生產，德國政府隨即成立滑翔機俱樂部。飛翼的構型移除不必要的構型在理論上至少可將阻力降到最少。只有保留與機翼相等的堅固飛翼卻不需要會增加阻力的機身，最後的結果就是產生霍頓H.IV。

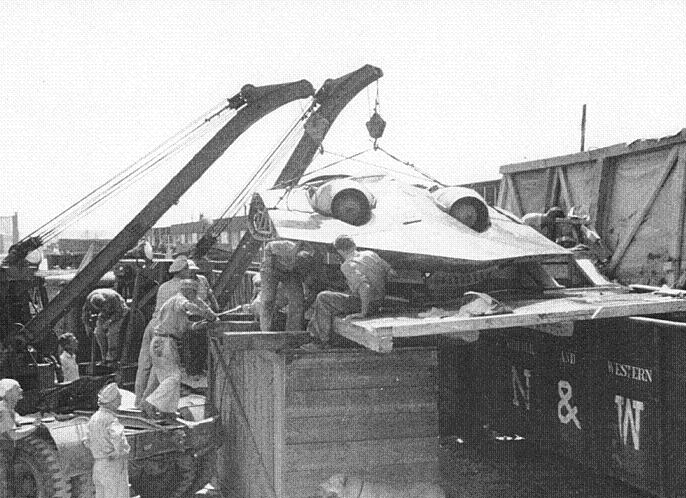
被擄獲的未完工零件

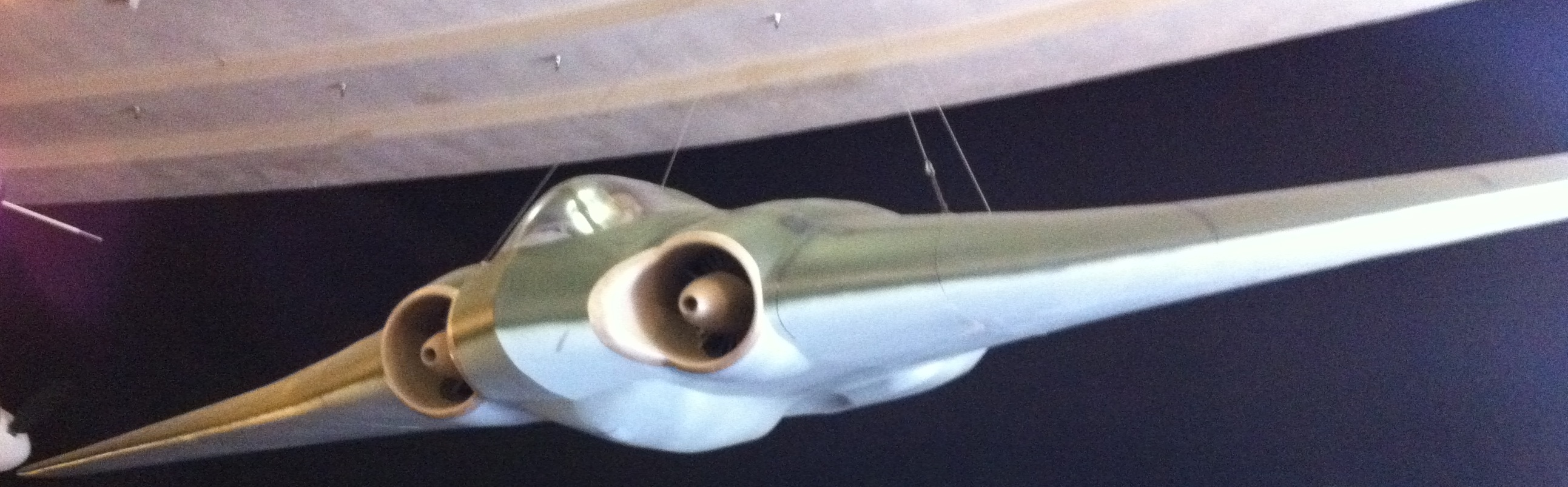
想像模型

在1943年，戈林提出關於轟炸機的設計案，並以可以在1000 km/h時速、攜帶1000 kg炸彈、飛往1000 km外的目的地做為條件；這就是俗稱的3×1000計畫案。主要是因為德國轟炸機在入侵英國針對盟軍指揮中心進行轟炸前，都會遭遇盟軍攔截機的狙擊導致損失慘重並無法到達目的地－雖然新款Jumo 004B渦噴發動機可提供足夠的速度，但燃料消耗極大。
霍頓認為飛翼的低阻力設計可滿足所有的任務需求：降低阻力的結果可以在較慢的巡航速度情況下執行所需的航程。他們隨即提出私人的設計案H.IX，並以此設計案為基礎開發出轟炸機。由於該機的最大时速明顯優於盟軍攔截機，故帝國航空部支持霍頓兄弟的設計，但要求需加裝2挺30 mm機砲，目的是為了能讓它執行戰鬥機的角色。
H.IX的中心莢艙是由焊接鋼管所構成，至於機翼部分则是由滲碳膠合板（木炭與鋸木屑以及黏著劑所混合而成）构成。噴气發動機的進氣口則穿過機翼的主翼樑，第二支翼樑則與升降舵補助翼進行銜接。它被設計可以有7G負荷因素與1.8x安全係數，故該機的極限負荷係數為12.6G。機翼的厚弦比的範圍約為15%至於翼梢則為8%。
飛控系統則是由升降舵輔助翼與扰流板組成。該機飛控系統包括了長跨距的扰流板（inboard）與短跨距扰流板（outboard）這兩型，使用時是啟動外側的擾流板。這樣子的系統與單一扰流板系統相比可以讓該機飛控的可移動軸歐拉角變得更平滑更優雅。
Ho 229運用可回收式三點式起落架，其中首兩架原型機的機鼻起落架是從He 177的尾輪系統中拆解下來的。並在著陸時使用減速傘來進行減速。飛行員並有配備一座彈射椅。發動機原本想用BMW 003型但由於未能及時完成戰備，故改用容克Jumo 004作為替代品。

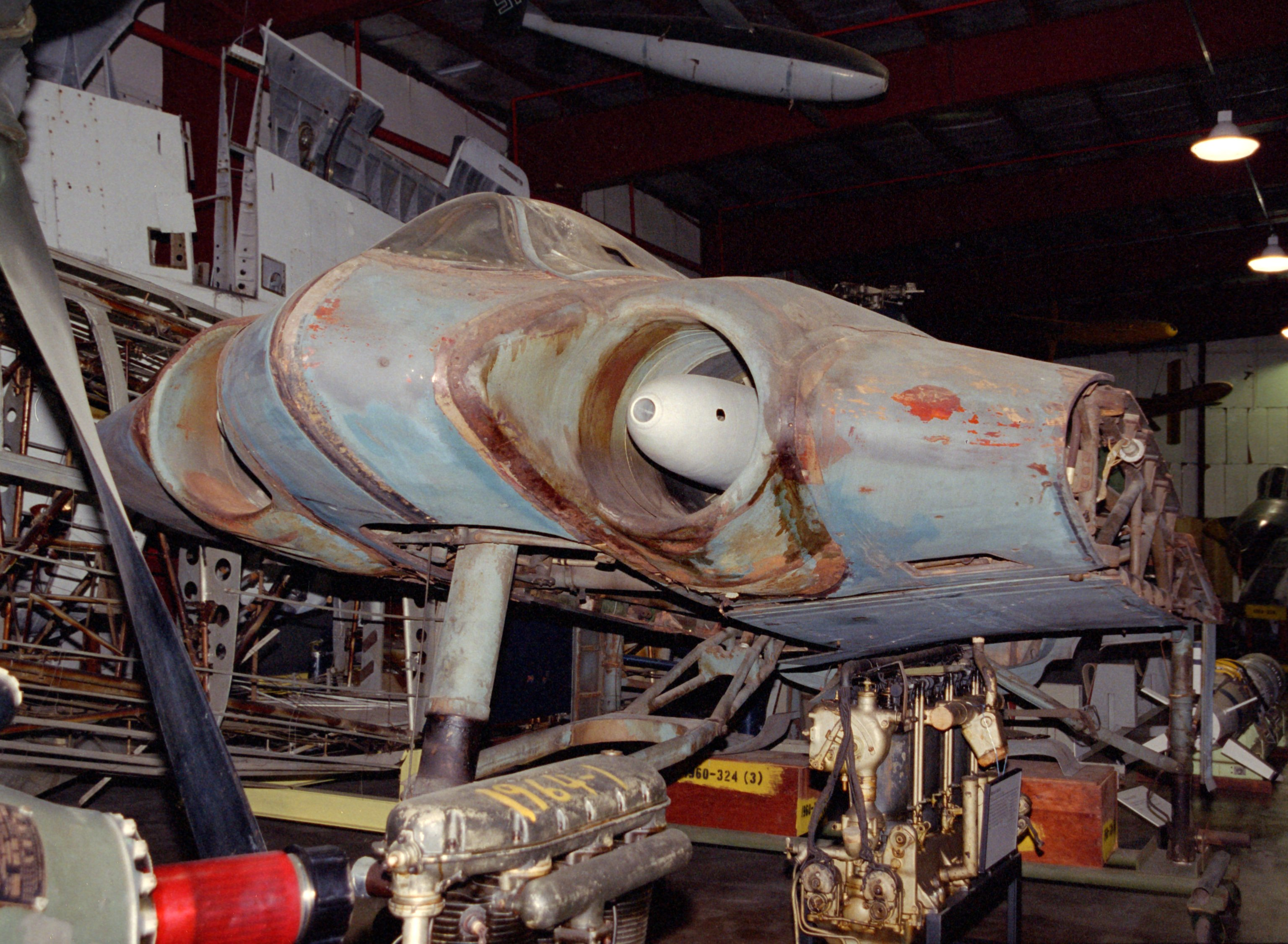
擄獲體現存美国国家航空航天博物馆

## 服役與作戰

### 測試及評估
H.IX V1為第一型原型機乃無動力滑翔型並於1944年三月一日進行試飛。飛行結果是令人讚賞的，但是飛行員試圖進行緊急著陸時發生意外，結果原型機墜毀。該設計案後來從霍頓兄弟轉移到哥達飛機廠。哥達設計團隊做了某些的改變：他們安裝一具彈射椅，並大幅度的加高飛機起落架但卻使機重增加，改變噴射發動機的進氣口，由於機翼是木製故再增加一套空冷系統來協助冷卻發動機外殼。

## 主要性能參數（Horten Ho 229A (V3)）
資料來源：The Great Book of Fighters

### 基本規格
- 飛行員：1
- 長度：7.47 m（24 ft 6 in）
- 翼展：16.76 m（55 ft 0 in）
- 高度：2.81 m（9 ft 2 in）
- 翼面積：50.20 m²（540.35 ft²）

- 空重：4,600 kg（10,141 lb）
- 載重：6,912 kg（15,238 lb）
- 最大起飛重量：8,100 kg（17,857 lb）
- 發動機：2×容克Jumo 004B 渦輪噴射發動機，8.7 kN（1,956 lbf）

### 性能
- 最高速度：Mach 0.92, 977 km/h （607 mph）at 12,000 m（39,370 ft）
- 戰鬥半徑：1,000 km（620 mi）
- 轉場距離：1,900 km（1,180 mi）
- 實用升限：16,000 m（52,000 ft）
- 爬升率：22 m/s（4,330 ft/min）
- 翼負荷：137.7 kg/m²（28.2 lb/ft²）
- 推重比：0.26

武器
- 機砲： 2×30 mm MK 108
- 火箭彈： R4M火箭炮
- 炸彈： 2×500 kg（1,100 lb）bombs

## Gallery
- 霍顿H.IX霍顿H.IX
- 霍顿H.IX (V2)
- 霍顿H.IX (V2)
- 霍顿H.IX (V3), Go 229

## 流行文化
Ho 229戰鬥機曾出現在下列作品中：

### 電子遊戲
- 《納粹飛行秘史》（1991年）
- 《提督之決斷IV》（2001年）
- 《戰地風雲1942之秘密武器》（2004年）
- 《戰爭雷霆 War Thunder》(2013年)
- 《灰燼戰線》（2018年）
- 《格鬥戰機》（？）
- 《艦隊Collection》（2025年）[4]

## 外部連結
- Horten Nurflügels（页面存档备份，存于）
- National Geographic: Hitler's Stealth Fighter
- Arthur Bentley's scale drawings of the Ho-229
- Construction of a model of the Horten IX including CAD files (in German)
- "Horten: Two brothers, one wing"Archive.today的存檔，存档日期2012-07-01
- 虛擬天空的"秘密武器"--飛行遊戲中的Go229（页面存档备份，存于）